# Contea di Orange (Virginia)
La contea di Orange (in inglese Orange County) è una contea dello Stato della Virginia, negli Stati Uniti. La popolazione al censimento del 2000 era di 25 881 abitanti. Il capoluogo di contea è Orange.